# Општина Ракици (Ботошани)
Ракици (рум. Răchiţi) општина је у Румунији у округу Ботошани.
Oпштина се налази на надморској висини од 164 m.